# Яніна Дуда
Яніна Дуда (пол. Janina Duda; 24 грудня 1918, Білосток — 3 листопада 2018, Варшава), уроджена Блюма Перельмут (пол. Bluma Perelmut), також Яніна Журек (пол. Janina Żurek) — польська комуністка, у 1944—1956 роках — офіцер органів держбезпеки. Учасниця радянського партизанського руху та польських політичних репресій. Дружина Теодора Дуди.

## Походження
Народилася у сім'ї єврейської інтелігенції. Ім'я Блюма майбутня Яніна отримала на честь тітки, вбитої під час революційних подій 1905 року. Її батько походив із робітничої родини, але став бухгалтером, мати була домогосподаркою, дід по материнській лінії — менеджером текстильної фірми, серед інших родичів — лікарі та музиканти.
Коли Блюме виповнилося десять років, сім'я переїхала з Білостока до Любліна, батько відкрив магазин тканин. Захоплювалася спортом, грала у волейбол і теніс, легко заводила шкільні та спортивні знайомства. Але, за її спогадами, життя у Любліні було набагато біднішим, в єврейському середовищі зі значно сильнішим тиском релігійної ортодоксії. Хоча, за її спогадами, антисемітизм не був поширений, в особистому спілкуванні Блюма стикалася з відторгненням з боку польських націоналістів і членів католицьких корпорацій. Все це породило у дівчини волелюбної вдачі сильний протестний настрій.

## Підпільниця та партизанка
У 1930 році Блюма Перельмут приєдналася до сіоністської організації Га-Шомер га-леумі, яка відокремилася від Га-Шомер га-цаїр. У 1935 році залишила сіоністський рух і приєдналася до комуністичної молоді (перше рішення батько підтримав, друге викликало його невдоволення). Брала участь у підпіллі, допомагала в організації страйків та першотравневих демонстрацій. У 1937 році була заарештована та засуджена до трьох років ув'язнення. Відбувала термін у головній жіночій в'язниці Фордона (нині район Бидгоща).
1 вересня 1939 року нацистська Німеччина напала на Польщу. В'язниця зазнала бомбардування. Адміністрація й охорона випустили ув'язнених. Блюма Перельмут пробиралися до Варшави. Щоб не привернути увагу німецької окупаційної влади, стала називати себе Яніна Журек. Після капітуляції Варшава разом з батьком, матір'ю та двома сестрами перебралася до Білостока, приєднаного до Білоруської РСР. Як і більшість польських євреїв, Яніна вітала вступ радянських військ. У радянському Білостоці повернулася до спортивних занять, стала футбольним функціонером у філії «Спартака».
У 1941 році Білостокська область була захоплена вермахтом. Яніна ховалась від гестапо у різних українських селищах. У 1942 році пішла до партизанського загону. Брала участь у радянському партизанському русі під Рівним і поблизу Купелі. У червні 1944 року з групою польських комуністів була перекинута до Люблінського краю на зміцнення прорадянського уряду ПКНВ.

## Офіцер держбезпеки
1 вересня 1944 року Яніна Журек вступила на службу до Відомства громадської безпеки. Була начальником секретаріату Люблінського воєводського управління безпеки (WUBP). Начальником WUBP був капітан Теодор Дуда. У 1946 році Яніна вийшла заміж за Теодора та взяла прізвище Дуда. Була членом урядущої компартії ПРП, з 1948 року — ПОРП.
З січня 1945 року до квітня 1947 року у званні капітана — начальник відділу у секретаріаті Міністерства громадської безпеки (МГБ). Її чоловік спочатку очолював у МГБ тюремно-табірний департамент, потім був заступником начальника департаменту боротьби з озброєним підпіллям. За даними Інституту національної пам'яті, Яніна Дуда брала участь у переслідуваннях антикомуністичних повстанців. Сама вона не заперечувала таких фактів, але не афішувала публічно та намагалася не конкретизувати. Згодом зазначала, що серед повстанців були вбивці євреїв — на її думку, це має пояснювати позицію у тих подіях.
У 1950—1951 роках Яніна Дуда завідувала паспортним столом Лодзинської міської комендатури цивільної міліції (Теодор Дуда був начальником Лодзінського WUBP, потім міського управління МОБ). У 1953—1954 — інспектор канцелярії міністра громадської безпеки ПНР Станіслава Радкевича. Після поділу МГБ у 1954 році на МВС та Комітет громадської безпеки — інспектор, з листопада 1955 року — заступник начальника 6-го відділу ІІІ департаменту КГБ. Департамент на чолі з Юлією Брістігер займався «боротьбою з реакційним підпіллям».
Була нагороджена кількома орденами та медалями ПНР і СРСР, зокрема за участь у партизанському русі.
27 грудня 1956 року (активний початок польської десталінізації) майора Яніну Дуду було звільнено з органів держбезпеки з присвоєнням звання підполковника.

## Конфлікти з владою
Яніна Дуда перейшла на службу до зовнішньоторговельного відомства, потім до державного туристичного агентства, довго працювала екскурсоводом (допомагало вільне володіння трьома мовами — німецькою, французькою, російською). Кілька разів відвідувала Ізраїль. Захоплювалася ентузіазмом й ідейністю кібуцників.
Під час антисемітської кампанії 1968 року етнічний українець Теодор Дуда, який тоді служив заступником з держбезпеки люблінського воєводського коменданта міліції, виявляв готовність заради дружини звільнитися з органів МВС. Проте вона переконала чоловіка залишитись на службі. Викликалася на співбесіду до Служби безпеки, де їй ставили питання про проізраїльські висловлювання її знайомих. Відповідала, що не пам'ятає таких висловлювань. Згодом вона зізнавалася журналістам у ненависті до сексотів-інформаторів — які, «звичайно, потрібні, але не у такому ж випадку, як цей».
У політичній боротьбі 1980-х років участі не брала, хоча, як і раніше, була у ПОРП (при цьому один з її родичів був активістом Солідарності).

## Роздуми на пенсії
У 1990 році Яніна Дуда вийшла на пенсію. Жила у фешенебельній квартирі престижного варшавського району Мокотув. Проживала одна (Теодор Дуда помер у 1986 році, дітей подружжя не мало), але багато й охоче спілкувалася з родичами, друзями та журналістами.
Яніна Дуда дуже прохолодно відгукувалася про політичну систему ПНР. Говорила, що панівним польським комуністам не вистачало щирого ідеалізму — «інакше зміни відбулися б швидше та позитивніше». Свою діяльність, зокрема у МОБ, і особливо свого чоловіка оцінювала позитивно. Називала Теодора Дуду «дуже порядною та доброю людиною, якщо не розглядати його ідеологію».
Померла Яніна Дуда за кілька тижнів до свого сторіччя. Похована на цвинтарі Військові Повонзки разом із Теодором Дудою.